# Synaptola lamottei
Synaptola lamottei là một loài bọ cánh cứng trong họ Cerambycidae.